# Marina Cecilie Roné
Marina Cecilie Roné (født 4. marts 1967) er en dansk forfatter. Hun voksede op i og omkring København med en ældre bror, en far, der var fotograf, og en mor, der var hjemmegående. Som 20-årig flyttede hun til Paris for at studere fransk sprog og kultur ved Sorbonne, men fik i stedet et stipendium ved skuespilskolen Cours Florent, hvorfra hun dimitterede i 1990. Hun har dog aldrig brugt sin skuespiluddannelse.
Efter sin tilbagevenden til Danmark arbejdede Marina Cecilie Roné som litteraturkritiker på Politiken fra 1991 til 1994 og som debatredaktør på Information fra 1994 til 1996. Hun var medlem af Det Etiske Råd fra 1996 til 1998 og arbejdede på Jyllands-Posten fra 1996 til 1999.

## Forfatterskab
Marina Cecilie Roné debuterede som 23-årig i 1990 med novellesamlingen Ud af et skød, der vakte stor opmærksomhed for sine skildringer af børns seksualitet, også når seksualiteten rettes mod voksne. Dette tema tog hun op igen i N.I.M.B.Y.: Not in My Backyard.
N.I.M.B.Y.: Not in My Backyard skildrer en familie, hvor faderen dør af kræft. I Berlingske fik romanen fem stjerner, og den blev beskrevet sådan:
”Det er en meget smuk og ukunstlet roman, Marina Cecilie Roné har skrevet. Den handler ikke om det skrigende savn og de store tårefloder, som også har været der, men om den stille hverdag, om hvordan man bevarer sig selv som familie, når det, som altid sker hos naboen, faktisk slår ned i det mest urørlige, lige i familiens centrum.”

## Priser og anerkendelser
Marina Cecilie Roné var blandt de tre nominerede til Danske Banks Litteraturpris for romanen N.I.M.B.Y.: Not in My Backyard i 2008. Derudover har hun modtaget Statens Kunstfonds 3-årige arbejdslegat.

### Romaner
Skrifte til min elskede (1993)
Lyng (1999)
Terkels testamente (2001)
N.I.M.B.Y.: Not in My Backyard (2007)
Det skete (2010)

### Novellesamlinger
Ud af et skød (1990)
Blomsterbørnene (2006)
Om rovdyr og andre realiteter (2021)

### Digte
Kaktushænder (2000)